# فيديريكو بيساني
فيديريكو بيساني (بالإيطالية: Federico Pisani)‏ هو لاعب كرة قدم إيطالي في مركز الهجوم، ولد في 25 يوليو 1974 في كاستلنوفو وفو دي جارفانيانا في إيطاليا، وتوفي في 12 فبراير 1997 في ميلانو في إيطاليا بسبب حادث مرور. لعب مع أتالانتا ونادي مونزا.

## وصلات خارجية
- فيديريكو بيساني على موقع قاعدة بيانات كرة القدم.إي يو (الإنجليزية)